# Vleermuisvlinder
De vleermuisvlinder (Atrophaneura varuna) is een vlinder uit de familie van de pages (Papilionidae). De wetenschappelijke naam van de soort is voor het eerst geldig gepubliceerd in 1842 door Francis Buchanan White.

## Kenmerken
Deze overwegend zwarte vlinder heeft enkele lichte strepen op de voorvleugels. De achtervleugels dragen geen staarten, zoals bij de meeste andere vlinders van deze tribus. De spanwijdte bedraagt ongeveer 15 cm.

## Verspreiding en leefgebied
Deze vlindersoort komt voor in noordoostelijk India, Myanmar, Thailand, Laos en van Vietnam tot Maleisië.